# حمله اوپک
حمله اوپک یا گروگانگیری وزیران اوپک (به انگلیسی: OPEC siege) حمله به دفتر مرکزی اوپک در ۲۱ دسامبر ۱۹۷۵ است که در جریان آن شش ستیزه‌جوی وابسته به جبهه مردمی آزادی فلسطین به نشست نیم‌سالیانه رهبران اوپک در وین، اتریش حمله کردند.
مهاجمان پس از کشتن یک پلیس اتریشی، یک افسر امنیتی اوپک، و یک اقتصاددان لیبی و زخمی کردن چند نفر دیگر، بیش از ۸۰ نفر را به گروگان گرفتند. گروگان‌ها شامل ۱۲ وزیر نفت، ۶۸ کارمند و عضو هیئت نمایندگی بودند.
جمشید آموزگار وزیر دارایی وقت ایران که در آن هنگام ریاست مجمع سالانه بانک جهانی و صندوق بین‌المللی پول و رئیس دوره‌ای اوپک را به عهده داشت نیز در میان این گروگان‌ها بود. وی همچنین از طرف ایران به عنوان مذاکره‌کننده ارشد نفتی در این نشست بود.
این حمله در واکنش به دومین توافق میان مصر و اسرائیل به نام «قرارداد سینای۲» بود که برپایه آن، مصر که یکی از قدرتمندترین کشورهای عربی بود امتیازات ویژه‌ای را در برابر بازپس‌گیری بخشی از صحرای سینا به اسرائیل داد.
این گروه با نام گروه «ارتش انقلاب عربی» را فردی ونزوئلایی به نام ایلیچ رامیرز سانچز معروف به «کارلوس شغال» و انیس نقاش فرماندهی می‌کردند.

## ریشه
در هنگام گروگانگیری، جنگ داخلی لبنان، تاره آغاز شده بود و ایران و عربستان سعودی برای جلوگیری از گسترش نفوذ فلسطینیان، به حزب فالانژ لبنان مسیحی کمک مالی می کردند. از سوی دیگر، چپگرایان که بیشتر آنها شیعه و دروزی و مسیحی بودند به‌همراه ناصری‌ها (که بیشتر، سنی بودند) در کنار فلسطینیها در برابر فالانژها می‌جنگیدند. ودیع حداد (لبنانی مسیحی و از سران جبهه مردمی آزادی فلسطین) برای وادار کردن دولت‌های ایران و عربستان به ترک پشتیبانی از فالانژهای مسیحی، طرح گروگانگیری شرکت کنندگان نشست اوپک را برنامه‌ریزی و به انیس نقاش را مسئول اجرای آن کرد.

## گروگانگیری
کارلوس به همراه دو چپ‌گرای آلمانی (هانس یواخیم کلاین، گابریل کروشر-تیدمان) و انیس نقاش و یک زن در صبح روز ۳۰ آذر ۱۳۵۴ به شکل خدمتکار به محل نشست در وین نفوذ کردند. آنها در میان جلسه وزیران نفت وارد سالن نشست شدند و در آغاز با اسلحه، مقامات را تهدید کردند و سپس در سالن مواد منفجره کار گذاشتند. آنها بیش از ۶۰ نفر را به گروگان گرفتند و دیپلمات‌ها را به سه دسته دوست، بی‌طرف و دشمن تقسیم کردند که دوستان شامل الجزایر، عراق و لیبی، گروه بی‌طرف: نیجریه، کویت، اکوادور، ونزوئلا، گابن و دشمنان شامل ایران، عربستان سعودی، امارات متحده عربی، و قطر بودند. آنها زیر صندلی نمایندگان این کشورهای دشمن، بمب گذاشتند. ودیع حداد به انیس نقاش و کارلوس شغال دستور داده بود که جمشید آموزگار و زکی یمانی (هدف‌های اصلی گروگانگیری) را بکشند اما هر دوی آنها از اینکار خودداری کردند چون آن را بشدت به زیان مبارزات فلسطینیان می دانستند.
کارلوس از دولت اتریش درخواست هواپیما کرد تا گروگان‌ها را به هر جا خواست ببرد و از این کشور خواست بیانیه‌ای دربارهٔ آرمان فلسطین هر دو ساعت از رادیو و تلویزیون اتریش پخش کند و گرنه ابتدا زکی یمانی و جمشید آموزگار را خواهد کشت و بعد سالن را منفجر خواهد کرد.
سرانجام مقامات پس از چند ساعات گفتگو بی‌حاصل به خواسته گروگانگیران تن دادند و تروریست‌ها به همراه دریافت بین پنج تا پنجاه میلیون دلار آمریکا همراه با گروگان‌هایشان با اتوبوس به سمت فرودگاه و سپس با هواپیما به سمت الجزایر حرکت کردند. آنها در الجزایر برخی گروگان‌های عرب را آزاد کردند و به سوی لیبی حرکت کردند. اما در لیبی هواپیمایی برای رفتن به سمت عراق در اختیارشان قرار نگرفت و به ناچار پس از اینکه نتوانستند در تونس فرود بیایند دوباره به الجزایر بازگشتند. تأثیر این حادثه چنان بود که اوپک تا ۲۵ سال نشستی در این اندازه برگزار نکرد.
گفته می‌شد هدایت‌گر اصلی این عملیات در کنار کارلوس، فردی به نام «خالد» بوده اما هویت اصلی او هیچگاه فاش نشد. انیس نقاش در دسامبر ۲۰۰۰ در گفتگو با تلویزیون الجزیره اعلام کرد که خالد، خود او بوده است. او در این گفتگو گفت که هدف اصلی گروگانگیری، آزادسازی جمشید آموزگار و زکی یمانی، هر یک در برابر دریافت پنج میلیون دلار آمریکا از دولت‌های ایران و عربستان بوده و موضوع «رساندن صدای فلسطینیان به گوش جهانیان»، تنها پوشش تبلیغاتی بوده است. او همچنین گفت که گروگانگیری به خواست یکی از دولت‌های عربی عضو اوپک بود. اما نام این دولت را فاش نکرد. اما هانس یواخیم کلاین در دادگاه گفت که معمر قذافی، دستور دهنده مستقیم عملیات بوده است.